# Sztir
A Sztir (ukránul: Стир, belaruszul: Стыр) folyó Ukrajnában és Fehéroroszországban, mely a Podóliai-hátságban ered, átszeli Volhíniát, 494 kilométer hosszú, vízgyűjtő területe 13 100 km² és a Pripjaty folyóba torkollik.
Az 1648–54-es kozák–lengyel háborúban ennél a folyónál zajlott a beresztecskói csata. Az első világháborúban osztrák-magyar–orosz frontvonal húzódott a folyó mentén.